# Sainte-Anne-Saint-Priest
Sainte-Anne-Saint-Priest is een gemeente in het Franse departement Haute-Vienne (regio Nouvelle-Aquitaine) en telt 154 inwoners (2005). De plaats maakt deel uit van het arrondissement Limoges.

## Geografie
De oppervlakte van Sainte-Anne-Saint-Priest bedraagt 16,5 km², de bevolkingsdichtheid is 9,3 inwoners per km².
De onderstaande kaart toont de ligging van Sainte-Anne-Saint-Priest met de belangrijkste infrastructuur en aangrenzende gemeenten.

## Demografie
Onderstaande figuur toont het verloop van het inwonertal (bron: INSEE-tellingen).